# 畸羊齒屬
畸羊齒屬（學名：Mariopteris），又名馬利羊齒屬，是一屬已滅絕的種子蕨，生存於石炭紀晚期至二疊紀早期。它們生長在沼澤地帶，與其相關的屬及種可能為匍匐植物或攀緣植物。其化石分布於全世界。

## 特徵

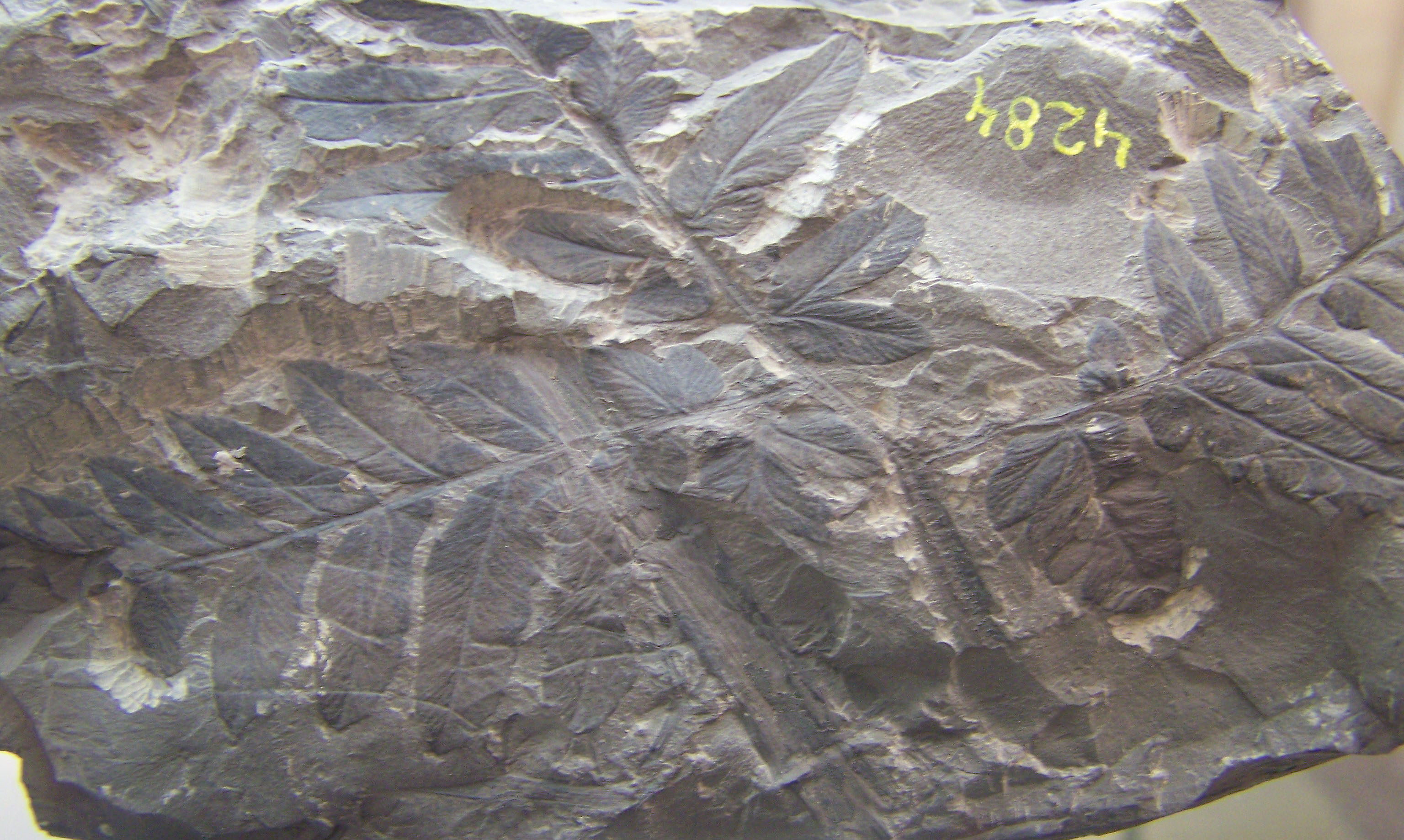
Mariopteris sauveurii的葉化石

畸羊齒的典型植株高度約為5公尺。具有獨特的巨大複葉結構，分布於複葉上的尖形小葉將複葉分成四個部分。儘管其化石不常被發現，但於四分之一的本屬標本上發現有典型的退化小葉基底。每個小葉有單獨中央葉脈，從其分支出的次葉脈與其約成60度角。莖部份是由老葉基底組成，並有縱向線條分明的紋理。

## 分類
本屬在種子蕨門中的分類地位目前尚有爭議，有學者將其置入髓木目髓木科，有人則將其置入皺羊齒目，也有學者將其置入華麗木目華麗木科之下。